# Крижниця (Питомача)
Крижниця (хорв. Križnica) — населений пункт у Хорватії, у Вировитицько-Подравській жупанії у складі громади Питомача.

## Населення
Населення за даними перепису 2011 року становило 128 осіб.
Динаміка чисельності населення поселення:

## Клімат
Середня річна температура становить 11,34 °C, середня максимальна – 25,01 °C, а середня мінімальна – -5,04 °C. Середня річна кількість опадів – 749 мм.
| Клімат поселення                              | Клімат поселення | Клімат поселення | Клімат поселення | Клімат поселення | Клімат поселення | Клімат поселення | Клімат поселення | Клімат поселення | Клімат поселення | Клімат поселення | Клімат поселення | Клімат поселення | Клімат поселення |
| Показник                                      | Січ.             | Лют.             | Бер.             | Квіт.            | Трав.            | Черв.            | Лип.             | Серп.            | Вер.             | Жовт.            | Лист.            | Груд.            |                  |
| Середній максимум, °C                         | 5,83             | 7,77             | 12,50            | 16,96            | 22,47            | 25,01            | 24,72            | 24,20            | 19,91            | 14,92            | 9,70             | 4,71             |                  |
| Середня температура, °C                       | 0,39             | 2,33             | 7,07             | 11,54            | 17,04            | 19,57            | 21,38            | 20,88            | 16,59            | 11,59            | 6,38             | 1,37             |                  |
| Середній мінімум, °C                          | −5,04            | −3,08            | 1,62             | 6,09             | 11,60            | 14,14            | 18,06            | 17,55            | 13,25            | 8,26             | 3,02             | −1,97            |                  |
| Норма опадів, мм                              | 43               | 38               | 46               | 59               | 72               | 87               | 73               | 76               | 65               | 62               | 74               | 54               |                  |
| Середньомісячна швидкість вітру, м/с          | 2.30             | 2.56             | 2.90             | 2.77             | 2.50             | 2.30             | 2.20             | 2.00             | 2.01             | 2.10             | 2.28             | 2.30             |                  |
| Середньомісячна сонячна радіація, кДж/м²·день | 4042             | 6820             | 10697            | 15243            | 19354            | 21423            | 22194            | 19651            | 14504            | 8967             | 4561             | 3316             |                  |
| --------------------------------------------- | ---------------- | ---------------- | ---------------- | ---------------- | ---------------- | ---------------- | ---------------- | ---------------- | ---------------- | ---------------- | ---------------- | ---------------- | ---------------- |
| Джерело:                                      |                  |                  |                  |                  |                  |                  |                  |                  |                  |                  |                  |                  |                  |